# Copaxa polythyris
Copaxa polythyris är en fjärilsart som beskrevs av Druce 1886. Copaxa polythyris ingår i släktet Copaxa och familjen påfågelsspinnare. Inga underarter finns listade i Catalogue of Life.